# Вільма ван Вельсен
Вільма ван Вельсен  (нід. Wilma van Velsen, 22 квітня 1964) — нідерландська плавчиня, олімпійська медалістка.

## Виступи на Олімпіадах
| Олімпіада         | Дисципліна                        | Місце     |
| ----------------- | --------------------------------- | --------- |
| Москва 1980       | естафета 4 × 100 вільним стилем   | 3         |
| Москва 1980       | плавання на 100 метрів, батерфляй | 3 h2 r1/2 |
| Москва 1980       | плавання на 200 метрів, батерфляй | 7 h3 r1/2 |
| Лос-Анджелес 1984 | естафета 4 × 100 вільним стилем   | 2         |